# Kaniv
Kaniv (Oekraïens: Канів) is een stad in de Oblast Tsjerkasy van Oekraïne. Hij ligt op de oever van de Dnjepr en is een van de belangrijkste havens aan deze rivier. De stad heeft een oppervlakte van 17,42 km² en ligt op een hoogte van 101 m. Er zijn 23.862 inwoners (2024).
De stad werd vernoemd naar de messenfabricatie in de 15e eeuw. De stadsrechten werden verkregen in 1796.
De industriële activiteit is relatief beperkt en omvat de hydro-elektrische centrale bij het Kanivstuwmeer op de Dnjepr, een grote zuivelfabriek en verwerking van gevogelte, groenten en fruit. Er is geen spoorwegstation.
Vlakbij bevindt zich het in 1923 geopende Nationaal Park Kaniv met de Taras-heuvel. Op deze heuvel bevindt zich het grafmonument van Taras Sjevtsjenko, die beschouwd wordt als de grondlegger van de Oekraïense literatuur.